# Hasebe Makoto
Hasebe Makoto (長谷部 誠 (Trường Cốc Bộ Thành)) sinh ngày 18 tháng 1 năm 1984 tại Fujieda, tỉnh Shizuoka, Nhật Bản, là cầu thủ bóng đá người Nhật Bản, đang thi đấu ở vị trí tiền vệ cho câu lạc bộ Eintracht Frankfurt tại Bundesliga.

## Sự nghiệp câu lạc bộ

### Urawa Red Diamonds
Sau khi tốt nghiệp trung học tại trường Fujieda năm 2002, anh đã gia nhập câu lạc bộ Urawa Red Diamonds. Anh bắt đầu có mặt ở đội hình chính thức từ mùa bóng 2003. Năm 2004, anh giành giải cầu thủ trẻ xuất sắc nhất của Cúp J. League và có tên trong đội hình tiêu biểu của giải. Anh cũng được các cổ động viên Urawa bầu chọn là Cầu thủ xuất sắc nhất mùa giải.
Năm 2007, anh đã cùng Urawa Red giành chức vô địch AFC Champions League 2007.

### Wolfsburg
Tháng 10 năm 2007, câu lạc bộ đang thi đấu tại Serie A là A.C. Siena đã có ý muốn ký hợp đồng với Hasebe trong kì chuyển nhượng mùa đông. Tuy nhiên, Hasebe đã từ chối lời mời của Siena và phát biểu: "Tôi muốn chơi bóng ở Bundesliga vì đây là môi trường thích hợp để tôi có thể phát triển sự nghiệp." Ngày 20 tháng 1 năm 2008, Hasebe chính thức trở thành cầu thủ của VfL Wolfsburg khi ký vào bản hợp đồng với câu lạc bộ chủ sân Volkswagen Arena có thời hạn đến 30 tháng 6 năm 2010. Anh cũng là cầu thủ Nhật Bản đầu tiên thi đấu cho Wolfsburg.
Tháng 5 năm 2009, anh và người đồng hương Ōkubo Yoshito trở thành những cầu thủ Nhật đầu tiên giành được danh hiệu vô địch Bundesliga sau Okudera Yasuhiko.
Tính đến tháng 4 năm 2010, Hasebe đã thi đấu 63 trận tại Bundesliga và ghi được 2 bàn. Tại Cúp UEFA, anh cũng ghi được 1 bàn trong trận thua 3-1 của Wolfsburg trước Paris Saint-Germain. Ngày 30 tháng 4, anh đã đồng ý gia hạn hợp đồng với câu lạc bộ Đức thêm 2 năm đến ngày 30 tháng 6 năm 2012. Huấn luyện viên Dieter Hoeness cho biết, Hasebe là mẫu cầu thủ đội nào cũng thèm muốn, luôn đáng tin cậy, không mệt mỏi và tận tâm.
Ngày 17 tháng 9 năm 2011, Hasebe trở thành thủ môn bất đắc dĩ của Wolfsburg trong 15 phút cuối trận đấu với TSG 1899 Hoffenheim, khi thủ môn chính thức Marwin Hitz bị truất quyền thi đấu và đội này đã hết quyền thay người. Chung cuộc Wolfsburg thua 1-3 và Hasebe để thủng lưới một bàn. Ngày 26 tháng 12 năm 2011, anh có trận đấu thứ 100 tại Bundesliga trong trận thua 2-0 trước FC Augsburg.

### Nürnberg
Ngày 2 tháng 9 năm 2013, Hasebe đã ký hợp đồng có thời hạn ba năm với 1. FC Nürnberg. Anh có trận ra mắt câu lạc bộ mới trong trận đấu với Eintracht Braunschweig. Do chấn thương nên Hasebe chỉ có 15 lần ra sân trong màu áo Nürnberg. Cuối mùa bóng 2013-14, đội bóng của anh đã xuống hạng với vị trí áp chót. 

### Eintracht Frankfurt
Ngày 2 tháng 6 năm 2014, Hasebe trở thành cầu thủ của Eintracht Frankfurt theo hợp đồng có thời hạn đến 30 tháng 6 năm 2016.
Ngày 30 tháng 4 năm 2016, anh có bàn thắng đầu tiên tại Bundesliga sau gần ba năm cú sút xa từ ngoài vòng cấm gỡ hòa 1-1 trong chiến thắng 2-1 trước SV Darmstadt 98. Ngày 5 tháng 2 năm 2017, Hasebe lại một lần nữa có bàn thắng vào lưới Darmstadt tại Bundesliga, lần này là từ chấm phạt đền để giúp Frankfurt giành chiến thắng 2-0.
Ngày 21 tháng 4 năm 2018, Hasebe có trận đấu đáng quên với Hertha Berlin tại Bundesliga khi anh là người phạm lỗi khiến Frankfurt chịu một quả phạt đền và bị thẻ đỏ trực tiếp trong trận thua 0-3. Ngày 19 tháng 5 năm 2018, anh thi đấu trọn vẹn trận chung kết Cúp bóng đá Đức 2018 với Bayern München và có được danh hiệu đầu tiên cùng Frankfurt sau chiến thắng 3-1.

## Sự nghiệp đội tuyển quốc gia
Ngày 27 tháng 12 năm 2005, Hasebe được triệu tập vào đội tuyển Nhật Bản lần đầu tiên cho trận giao hữu với đội tuyển Mỹ.
Tại Vòng loại giải vô địch bóng đá thế giới 2010, Hasebe đã thi đấu 9 trận cho đội tuyển Nhật Bản nhưng vào ngày 14 tháng 6 năm 2009, anh bị truất quyền thi đấu trong trận đấu với Uzbekistan. Ngày 19 tháng 11, anh có bàn thắng đầu tiên cho đội tuyển trong trận thắng 4-0 trước Hồng Kông tại Vòng loại Cúp bóng đá châu Á 2011.
Ngày 10 tháng 5 năm 2010, huấn luyện viên Okada Takeshi đã công bố danh sách 23 cầu thủ Nhật Bản dự Giải vô địch bóng đá thế giới 2010 tại Nam Phi trong đó có tên Hasebe. Trước thềm World Cup 2010 vài ngày, Hasebe bị chấn thương trong lúc tập luyện phải nhập viện và tưởng chừng như phải vắng mặt trong trận mở màn với Cameroon.
Tuy nhiên, vào ngày 14 tháng 6, Hasebe đã kịp bình phục để có ra sân từ đầu trong trận thắng Cameroon 1-0 và anh cũng chính là đội trưởng của đội tuyển Nhật trong trận đấu này. Ngày 24 tháng 6, trong trận đấu cuối cùng vòng bảng với Đan Mạch, ở phút 80, khi Nhật Bản đang dẫn trước 2-0, Hasebe đã phạm lỗi với Daniel Agger trong vòng cấm và Đan Mạch được hưởng quả phạt đền giúp họ rút ngắn tỉ số xuống còn 2-1. Tuy nhiên, sau cùng Nhật Bản đã thắng 3-1 và giành quyền vào vòng 1/16. Tuy nhiên, sau đó tại vòng 1/16, đội tuyển Nhật Bản đã bị loại sau khi để thua Paraguay 5-3 ở loạt sút luân lưu.
Hasebe tiếp tục có tên trong đội hình đội tuyển Nhật Bản tham dự Cúp bóng đá châu Á 2011 tại Quatar. Anh ghi bàn mở tỉ số trong chiến thắng 2-1 trước Syria ở lượt trận thứ hai vòng bảng ngày 13 tháng 1. Đội tuyển Nhật Bản đã giành chức vô địch giải đấu này sau khi đánh bại đội tuyển Úc 1-0 ở trận chung kết. Hasebe được ESPN Soccernet bình chọn vào danh sách 11 cầu thủ đã thi đấu xuất sắc nhất giải.
Hasebe tiếp tục là đội trưởng trong danh sách 23 cầu thủ Nhật Bản tham dự World Cup 2014 tại Brasil. Tại giải đấu này, đội tuyển Nhật Bản đã thi đấu không thành công khi đã bị loại ngay vòng bảng với chỉ 1 điểm sau ba trận đấu.
Ngày 31 tháng 5 năm 2018, Hasebe được chọn tham dự giải đấu World Cup lần thứ ba trong sự nghiệp tại Nga sau khi huấn luyện viên Nishino Akira chốt danh sách 23 cầu thủ chính thức. Tại giải đấu này, Hasebe góp mặt trong cả ba trận đấu vòng bảng, lọt vào vòng 16 đội nhưng để thua chung cuộc 2-3 trước Bỉ. Sau giải đấu này, Hasebe Makoto tuyên bố chia tay đội tuyển quốc gia sau 12 năm gắn bó, tổng cộng anh đã thi đấu 114 trận và ghi được 2 bàn thắng.

## Thống kê sự nghiệp

### Câu lạc bộ
Số liệu thống kê tính đến ngày 17 tháng 11 năm 2017.
| Câu lạc bộ          | Mùa            | Giải VĐQG | Giải VĐQG | Cúp quốc gia | Cúp quốc gia | League Cup | League Cup | Châu lục | Châu lục | Khác | Khác | Tổng | Tổng |
| Câu lạc bộ          | Mùa            | Trận      | Bàn       | Trận         | Bàn          | Trận       | Bàn        | Trận     | Bàn      | Trận | Bàn  | Trận | Bàn  |
| ------------------- | -------------- | --------- | --------- | ------------ | ------------ | ---------- | ---------- | -------- | -------- | ---- | ---- | ---- | ---- |
| Urawa Red Diamonds  | 2002           | 0         | 0         | 0            | 0            | 1          | 0          | –        | –        | –    | –    | 1    | 0    |
| Urawa Red Diamonds  | 2003           | 28        | 2         | 1            | 1            | 9          | 1          | –        | –        | –    | –    | 38   | 4    |
| Urawa Red Diamonds  | 2004           | 27        | 5         | 4            | 2            | 8          | 2          | –        | –        | 2    | 0    | 41   | 9    |
| Urawa Red Diamonds  | 2005           | 31        | 2         | 5            | 2            | 9          | 2          | –        | –        | –    | –    | 45   | 6    |
| Urawa Red Diamonds  | 2006           | 32        | 2         | 4            | 1            | 6          | 0          | –        | –        | 1    | 0    | 43   | 3    |
| Urawa Red Diamonds  | 2007           | 31        | 1         | 1            | 0            | 2          | 0          | 17       | 3        | –    | –    | 51   | 4    |
| Urawa Red Diamonds  | Tổng           | 149       | 12        | 15           | 6            | 35         | 5          | 17       | 3        | 3    | 0    | 219  | 26   |
| VfL Wolfsburg       | 2007–08        | 16        | 1         | 1            | 0            | –          | –          | –        | –        | –    | –    | 17   | 1    |
| VfL Wolfsburg       | 2008–09        | 25        | 0         | 2            | 0            | –          | –          | 6        | 1        | –    | –    | 33   | 1    |
| VfL Wolfsburg       | 2009–10        | 24        | 1         | 1            | 0            | –          | –          | 8        | 0        | –    | –    | 33   | 1    |
| VfL Wolfsburg       | 2010–11        | 23        | 0         | 1            | 0            | –          | –          | –        | –        | –    | –    | 24   | 0    |
| VfL Wolfsburg       | 2011–12        | 23        | 1         | 1            | 0            | –          | –          | –        | –        | –    | –    | 24   | 1    |
| VfL Wolfsburg       | 2012–13        | 23        | 2         | 4            | 0            | –          | –          | –        | –        | –    | –    | 27   | 2    |
| VfL Wolfsburg       | 2013–14        | 1         | 0         | -            | -            | –          | –          | –        | –        | –    | –    | 1    | 0    |
| VfL Wolfsburg       | Tổng           | 135       | 5         | 10           | 0            | –          | –          | 14       | 1        | –    | –    | 159  | 6    |
| 1. FC Nürnberg      | 2013–14        | 14        | 0         | -            | -            | –          | –          | –        | –        | –    | –    | 14   | 0    |
| 1. FC Nürnberg      | Tổng           | 14        | 0         | -            | -            | –          | –          | –        | –        | –    | –    | 14   | 0    |
| Eintracht Frankfurt | 2014–15        | 33        | 0         | 2            | 0            | –          | –          | –        | –        | –    | –    | 35   | 0    |
| Eintracht Frankfurt | 2015–16        | 32        | 1         | 4            | 0            | –          | –          | –        | –        | –    | –    | 36   | 1    |
| Eintracht Frankfurt | 2016–17        | 22        | 1         | 3            | 0            | –          | –          | –        | –        | –    | –    | 25   | 1    |
| Eintracht Frankfurt | 2017–18        | 8         | 0         | 1            | 0            | –          | –          | –        | –        | –    | –    | 9    | 0    |
| Eintracht Frankfurt | Tổng           | 95        | 2         | 10           | 0            | –          | –          | –        | –        | –    | –    | 105  | 2    |
| Tổng sự nghiệp      | Tổng sự nghiệp | 393       | 19        | 35           | 6            | 35         | 5          | 31       | 4        | 3    | 0    | 486  | 34   |

### Bàn thắng cho đội tuyển quốc gia
| #  | Ngày                 | Địa điểm                           | Đối thủ   | Bàn thắng | Kết quả | Giải đấu                          |
| -- | -------------------- | ---------------------------------- | --------- | --------- | ------- | --------------------------------- |
| 1. | 18 tháng 11 năm 2009 | Sân vận động Hồng Kông, Hồng Kông  | Hồng Kông | 4-0       | Thắng   | Vòng loại Cúp bóng đá châu Á 2011 |
| 2. | 13 tháng 1 năm 2011  | Sân vận động Qatar SC, Doha, Qatar | Syria     | 1-0       | Thắng   | Cúp bóng đá châu Á 2011           |

## Danh hiệu

### Câu lạc bộ
Urawa Red Diamonds
- AFC Champions League: 2007
- J. League: 2006
- Cúp Nhật Hoàng: 2005, 2006
- Cúp J. League: 2003
- Siêu cúp Nhật Bản: 2006

VfL Wolfsburg
- Fußball-Bundesliga: 2008–09

Eintracht Frankfurt
- DFB-Pokal: 2017–18
- UEFA Europa League: 2021–22

### Đội tuyển quốc gia
- Cúp bóng đá châu Á: 2011
- Cúp Kirin: 2008, 2009, 2011

### Cá nhân
- Đội hình xuất sắc nhất J. League: 2004
- Cầu thủ trẻ xuất sắc nhất J.League: 2004
- Đội hình tiêu biểu Cúp bóng đá châu Á 2011